# Karolinka (gramofon)
Karolinka – pierwszy polski przenośny (walizkowy) gramofon lampowy, produkowany przez Łódzkie Zakłady Radiowe Fonica w latach 1957–1961.
Występował w czterech wersjach: 
- Fonica WW-GE-56 Karolinka (na lampach EF21, EBL21, AZ1), w dwóch wersjach obudowy z roku 1957 (pierwsza) i 1958 (druga);
- Fonica WW-GE56/2 Karolinka 2 (na lampach EF80, EL84, EZ80) z roku 1959;
- Fonica WWGE-602 Karolinka 3 (na lampie ECL82) z roku 1961.

## Dane techniczne
- Przystosowany do zasilania z sieci prądu zmiennego 110 V lub 220 V (WW-GE-56 i WW-GE-56/2), WWGE-602 tylko na 220 V.
- Gramofon posiada trzy prędkości obrotowe: 33⅓, 45, 78 obr./min (RPM).
- Wzmacniacz lampowy.
- Głośnik GD 18-13/2/3, 2 VA, 4 Ω.
- Wkładka piezoelektryczna Uk-3 lub Uk-8.